# Mereszanh
A Mereszanh (mr=s ˁnḫ, „szereti az életet”) ókori egyiptomi női név, az uralkodócsaládokban az óbirodalom idején fordult elő több alkalommal.
- I. Mereszanh királyné, valószínűleg Huni felesége; Sznofru anyja (IV. dinasztia)[1]
- II. Mereszanh királyné, Hufu fáraó lánya (IV. dinasztia).[2]
- III. Mereszanh királyné, Hafré felesége (IV. dinasztia)
- IV. Mereszanh királyné, valószínűleg Menkauhór fáraó felesége volt, sírja, a szakkarai 82-es sír elhelyezkedése és datálása alapján. Címei: „a király felesége”, „az isten nővére”. (V. dinasztia)[3]